# 卢希
卢希（1959年10月—），女，汉族，河北容城人，中华人民共和国政治人物。曾任中国共产党第十九届中央纪律检查委员会常务委员。
2022年10月30日，不再担任国家监察委员会委员。